# Елен Кортен
Елен Кортен (фр. Hélène Cortin, 7 лютого 1972) — французька академічна веслувальниця.
Бронзова призерка Олімпійських Ігор 1996 року в складі розпашної двійки без стернової, учасниця 1992 року.
Чемпіонка світу 1993, 1994 років у складі розпашної двійки без стернової.